# Aaron Lewis

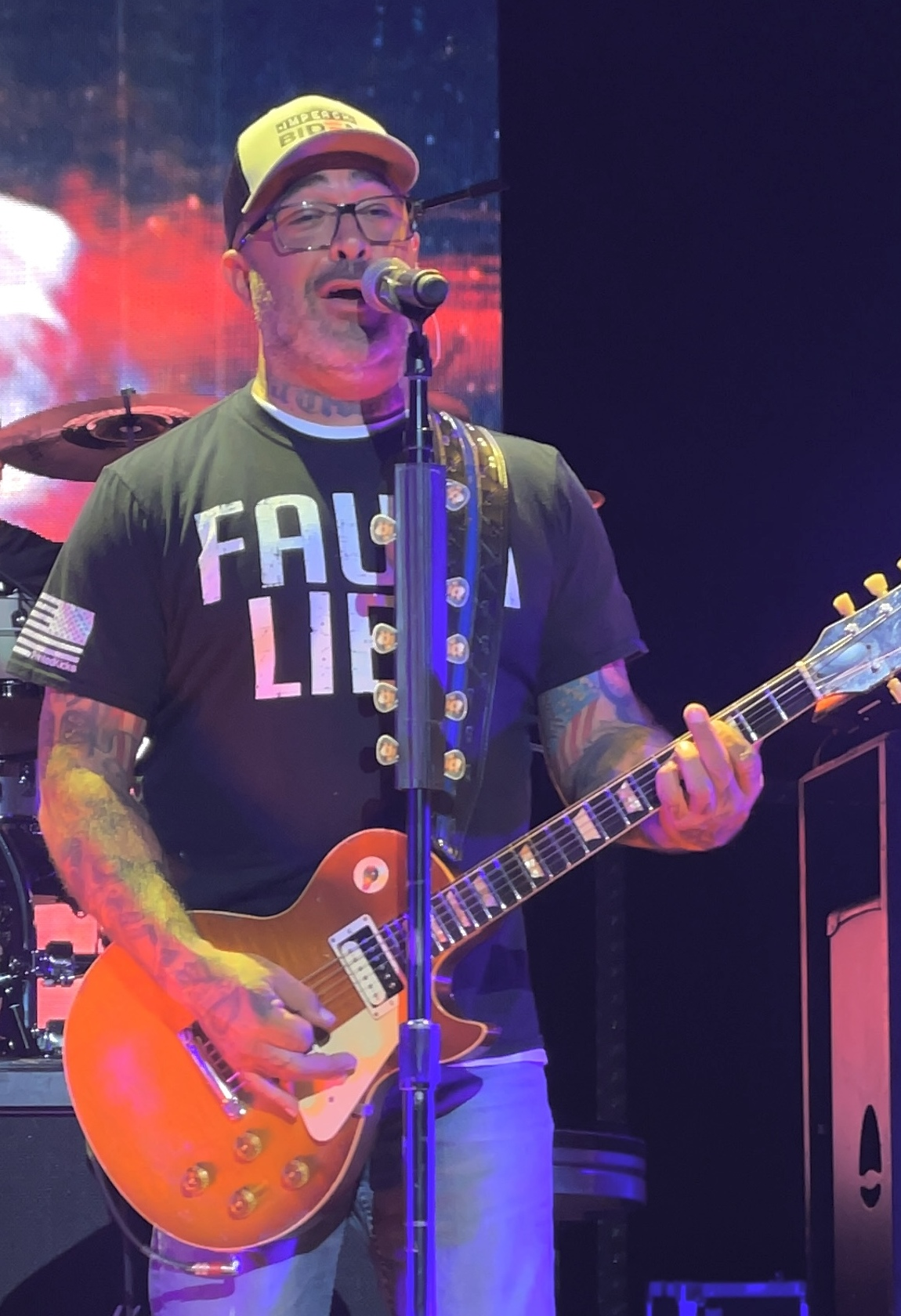
Aaron Lewis in 2021

Aaron Lewis (13 april 1972) is een Amerikaanse muzikant. Hij is leadzanger en gitarist in de rockband Staind (gevormd in 1995), en bracht ook een soloalbum (Town Line, 2011) uit als countryartiest. Als leadzanger voltooide hij met Staind zijn zevende studioalbum (Staind), dat uitgebracht werd op 13 september 2011. Tijdens zijn carrière werkte hij samen met bekende artiesten zoals Chester Bennington en gelijkaardige bands zoals Linkin Park en Limp Bizkit.
- Gemeinsame Normdatei: 1116107465
- International Standard Name Identifier: 0000 0001 0039 5995
- Library of Congress Control Number: no2002081210
- MusicBrainz: 86034d1d-f66e-426d-ad52-ca5511a9b428
- Nationale Bibliotheek van Tsjechië: xx0201368
- Nationale Bibliotheek van Israël: 987007339910305171
- Virtual International Authority File: 149263102
- WorldCat: E39PBJk8VbQ64mKFKjpY3WfDv3